# Georges Faniel
Pour les articles homonymes, voir Faniel.
Georges Faniel, né le 14 juillet 1882 à Charleroi et mort le 24 mars 1959 à Liège, est un architecte, peintre et sculpteur belge.

## Biographie
En 1904, Georges Faniel est diplômé en architecture. Dès l’obtention de son diplôme, il commence rapidement sa carrière et établit des collaborations avec d’autres architectes belges. Il développe rapidement sa personnalité et sa vision architecturale.

## Expositions internationales
Durant sa carrière d'architecte, Georges Faniel participe à deux expositions internationales.
La première est celle de « L’exposition internationale de la grande industrie, sciences et applications à Liège en 1930 » qui a pour objectif de montrer l’évolution industrielle depuis 1830, c’est à cette date que la Belgique prend son indépendance.
Durant cette exposition, il réalise trois œuvres avec l’aide de ses collaborateurs :
- le Palais de mines avec Henri Michel et Victor Rogister ;
- le Palais des transports avec Henri Michel ;
- le Palais de la chimie avec Henri Michel.

La deuxième est celle de « L’exposition international de l’eau à Liège en 1939 », qui a pour but d’inaugurer le canal Albert et qui a pour thème, l’eau. Il réalise, à l’aide de Jacquet, Foidart et Moineau, la cité Lacustre, qui se consacre aux sports nautiques, à la pêche et à la pisciculture.

## Réalisations

### Maison Goebel (1906-1907)
Se situant sur une parcelle traversant l’îlot de part et d’autre. Georges Faniel crée un programme en deux étapes.
La première, du côté de la rue Grétry, en collaboration avec Paul Comblen, consiste en la rénovation d’une habitation existante en un commerce au rez-de-chaussée et un logement à l’étage. Et la deuxième partie, du côté de la rue Tour-en-Bêche, consiste en la construction d’une maison d’une architecture classique remplie d’ornements.

### Maison Ochs (1934)
Professeur de peinture, caricaturiste et médaillé olympique en escrime, Jacques Ochs est devenu, en 1934, le directeur de l’Académie et de conservateur du musée des Beaux-Arts de Liège. C’est grâce à cela qu’il pourra se permettre de construire son habitation unifamiliale avec son atelier artistique.
Dans un premier temps, Jacques Ochs fait appel à un architecte, Paul Jacques qui lui dessine une maison moderniste mais Jacques Ochs n'est pas convaincu par ce projet.
C’est dans un deuxième temps qu’il fait appel à Georges Faniel qui exploite au maximum le terrain. Ce bâtiment se situant sur le sommet d’une colline, ce qui permet d’ouvrir les espaces de vie de la maison sur un grand panorama de la ville de Liège.
Le premier étage est caractérisé par une loggia et c’est au deuxième étage que l’on retrouve un balcon qui est dans la continuité de l’atelier et qui est avantagé par la lumière naturelle zénithale, tout le long de l’habitation.
Georges Faniel dessine également les menuiseries, une partie des meubles ainsi que des cheminées en toiture.

### Quartier-jardin de Sainte-Walburge (1946-1966)
Ce quartier de logements publics est composé d’environ une vingtaine d’immeubles à appartements et de maisons unifamiliales.
Les blocs d’habitations s’élèvent sur trois à cinq étages. Dont les plus bas qui se trouvent, souvent, le long des voiries et les plus élevés se trouvent éloignés, en retrait des voiries.
Ces blocs d’habitations sont caractérisés par leur façade en brique apparentes avec leur soubassement en moellons, les allèges et les balcons sont construits en béton brut, les cages d’escaliers aux angles sont caractérisées en façade par des briques de verres et l’entrée de chaque bâtiment est ponctuée par des panneaux de mosaïque de céramique ou du grès de couleur.
Ce quartier-jardin est composé, à l’origine, de 305 logements pour accueillir 1 500 personnes. Il est composé également de 7 commerces, d’un centre de consultation pour les enfants en bas âge, d’une école et d’une plaine de jeux.
Georges Faniel établit ce nouveau projet sur des terrains anciennement miniers, garde les arbres les plus importants du site et intègre la chapelle, déjà existante, au quartier.
L’implantation du site permet de créer des perspectives et des vues intéressantes grâce aux différents dispositifs et à l’aménagement du site, notamment grâce aux murets, aux portiques, aux terrasses et aux escaliers.